# Agriocnemis rubricauda
Agriocnemis rubricauda – gatunek ważki z rodziny łątkowatych (Coenagrionidae).